# フフホト白塔国際空港
フフホト白塔国際空港（フフホトはくとうこくさいくうこう、中国語: 呼和浩特白塔国际机场、英語: Hohhot Baita International Airport}は、中華人民共和国内モンゴル自治区フフホト市賽罕区に位置する国際空港。中国国際航空が同空港を焦点空港としている。

## 概要
フフホト白塔国際空港は中華人民共和国の内モンゴル自治区フフホト市に位置する。空港の名称の中の“白塔”は、近くにある中華人民共和国全国重点文物保護単位の万部華厳経塔(zh)の白い塔が命名の由来になっている。フフホト白塔国際空港はフフホト市東側の14.3キロメートルの所に位置し、1958年10月1日に完成した。1991年12月1日に国務院から空港として承認され、1992年3月31日正式な対外開放された。この空港はかつて1986年、1996年、2007年の3度にわたり大規模な拡張が行なわれた。これまで日本への定期便はなかったが、2015年6月から春秋航空による名古屋/中部国際空港線が運航されている。
2025年、フフホト市郊外にフフホト盛楽国際空港が開業予定である。

## 拡張工事
2005年5月、同空港は大規模な拡張工事を竣工し2007年6月に完成した。空港ターミナル地区に新たに面積54,499平方メートルのターミナルビルが建設され、1年に出入りする延べ300万人の旅客の要求を満たすことができるようになった。

## 就航航空会社と就航都市

### 国内線
| 航空会社     | 就航地 |
| ------------ | --- |
| 中国国際航空 | 北京/首都、上海/虹橋、青島、済南、杭州、成都、広州、廈門、ハイラル、通遼、赤峰                              |
| 中国東方航空 | 上海/虹橋、上海/浦東、杭州、南京、煙台、石家荘、西安、ハイラル                                              |
| 中国南方航空 | 北京/首都、大連、瀋陽、銀川、ウルムチ、太原、鄭州、武漢、広州、深圳、昆明、ハイラル、満州里                 |
| 海南航空     | 北京/首都、天津、大連、煙台、西安、武漢、長沙、深圳、海口、赤峰、シリンホト、ウランホト、通遼、鳥海、満州里 |
| 天津航空     | 天津、大連、煙台、西安、武漢、赤峰、シリンホト、ウランホト、通遼、満州里、バヤンノール、エレンホト          |
| 北京首都航空 | 北京/首都、ウルムチ                                                                                         |
| 上海航空     | 北京/首都、上海/虹橋                                                                                        |
| 中国聯合航空 | 北京/南苑                                                                                                   |
| 深圳航空     | 深圳、広州、南京、武漢、長沙、鄭州、太原、包頭、済南、ハイラル                                              |
| 鯤鵬航空     | 鄭州 |
| 四川航空     | 鄭州、成都、昆明                                                                                            |
| 厦門航空     | 廈門、杭州、長沙、鄭州、済南                                                                                |
| 山東航空     | 天津、青島、済南、廈門                                                                                      |
| 吉祥航空     | 上海/浦東                                                                                                   |
| 華夏航空     | エレンホト、満洲里                                                                                          |

### 国際線
| 航空会社           | 就航地                                        |
| ------------------ | --------------------------------------------- |
| アエロ・モンゴリア | ウランバートル(2025年9月22日より運航再開予定) |

## アクセス
- 呼和浩特地下鉄1号線：壩堰(機場)駅